# Salmoral
Salmoral és un municipi de la província de Salamanca a la comunitat autònoma de Castella i Lleó. Limita al nord amb Macotera, Bóveda del Río Almar i Mancera de Abajo, a l'est amb Santiago de la Puebla, al sud amb Malpartida i a l'oest amb Cabezas de Villar i Mancera de Arriba de la província d'Àvila.

## Demografia
| 1991 | 1996 | 2001 | 2004 |
| ---- | ---- | ---- | ---- |
| 419  | 371  | 258  | 249  |